# 天津地铁3号线
天津地铁3号线，于2007年正式开工建设，2012年10月1日全线开通试运营，正线全长34公里，是天津市快速轨道交通网中的南北骨干线，途径华苑产业园区、水上公园、周邓纪念馆、天塔、津湾广场、天津站、天津北站及北宁公园等地标。天津地铁3号线设南站、小淀等共26座车站，地下站18座、高架站7座、地面站1座。其中，红旗南路站可与6号线换乘，营口道站可与1号线换乘，天津站站可与2号线、9号线换乘，北站站可与6号线换乘，张兴庄站可与5号线换乘。天津地铁3号线与天津地铁2号线合设1座主控制中心。天津地铁3号线南延长至西青区天津南站工程于2012年内开工，于2013年12月28日投入运营，代表色为■蓝色。

## 地理概述

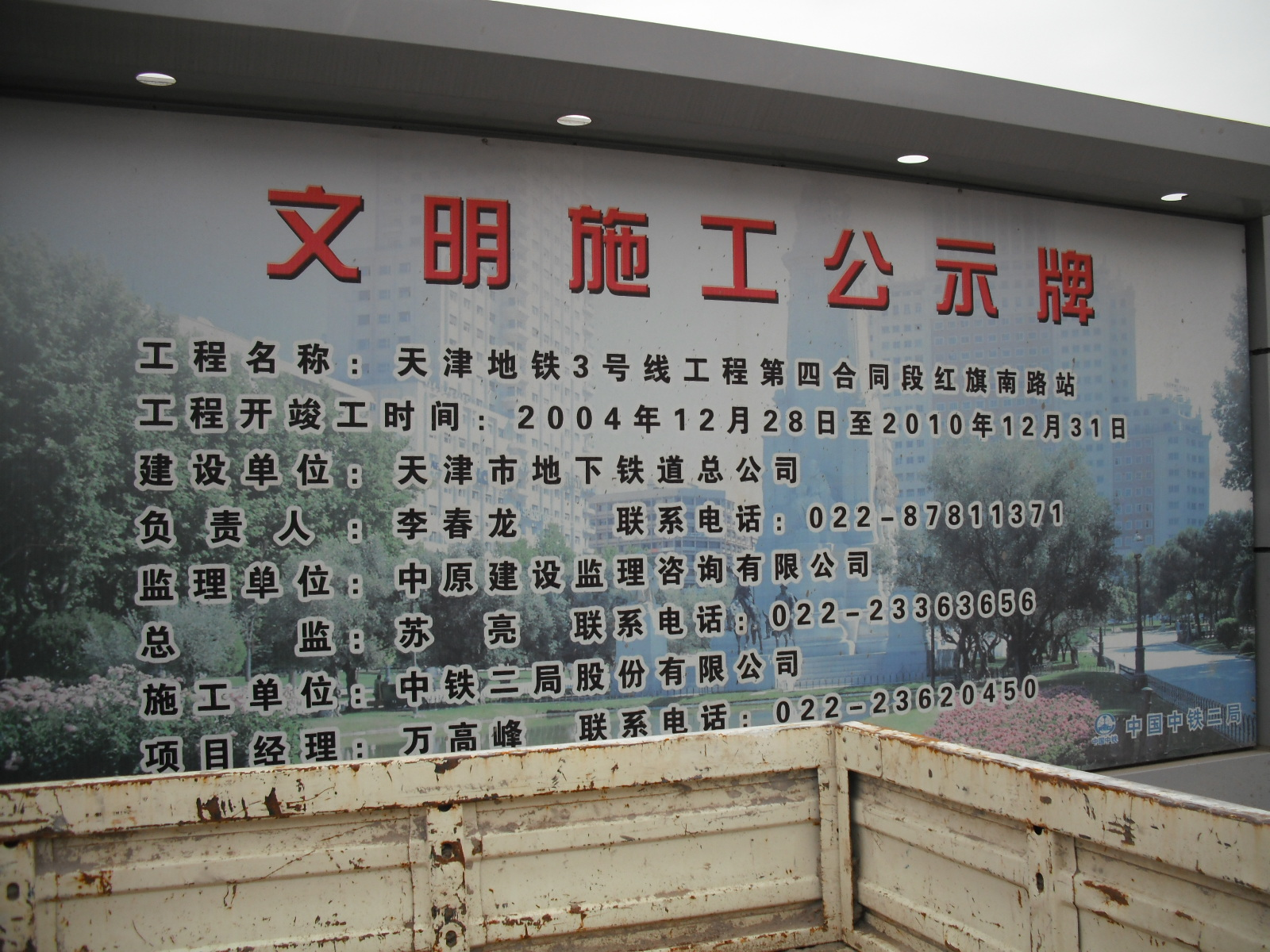
摄于2010年的红旗南路站施工公示

26座车站的站台除高新区站、大学城站、华北集团和丰产河站为高架站侧式站台、西康路站为地下站侧式站台以及小淀站为地面站侧式站台之外全为地下站岛式站台。天津地铁三号线与天津地铁二号线合设1座主控制中心。天津地铁三号线自西青区的天津南站引出，过外环线进入天津市区，沿迎水道、过水上公园，沿水上北路、气象台路、营口道、赤峰道，经天津站及天津站后广场附近的居住小区，沿昆纬路、三马路、下穿天津北站及北宁公园，沿铁东路、穿过北环铁路，沿宜兴埠镇规划道路，过外环线后由地下改为高架沿津围公路前行，过丰产河后，由高架转为地面到达终点小淀。

## 工程建设

地铁3号线试乘参观券背面

天津地铁3号线略晚于2号线开始施工，工程进行的过程曲折，由于资金、施工和媒体不负责任报道等原因，竣工日期曾几度推迟。
2012年3月，3号线列车在华苑车辆段成功进行了首次热滑试验。其于9月15日开始对持有试乘票的乘客开放，並且已經於2012年10月1日，正式开通试运营。
2021年1月24日，中国交通建设股份有限公司控股的天津三号线轨道交通运营有限公司正式承担起天津地铁3号线运营工作。此前，天津地铁3号线由天津轨道交通运营集团车务一中心负责运营。

## 运营时间
天津地铁三號線於2012年10月1日開通试營運，雙向對開首班車的运营时间为6点，末班車的运营时间为22点。全線運行需時59分鐘。

### 运营调整
- 2022年1月27日，因河北区疫情影响，中山路站临时关闭。2022年2月12日，中山路站恢复运营。
- 2022年5月16日，因北辰区疫情影响，小淀站、丰产河站临时关闭，列车运行区间调整为南站-华北集团。
- 2022年5月18日，因北辰区疫情影响，张兴庄站、宜兴埠站、天士力站、华北集团站暂停运营，列车运行区间调整为南站-铁东路。
- 2022年5月21日，因河北区疫情影响，金狮桥站、中山路站、北站、铁东路站暂停运营，列车运行区间调整为南站-天津站。
- 2022年5月25日，因和平区疫情影响，营口道站、西康路站、津湾广场站、和平路站暂停运营，列车通过不停车。
- 2022年5月29日，华北集团站、天士力站、宜兴埠站、张兴庄站恢复运营，列车运行区间调整为南站-华北集团。
- 2022年5月30日，金狮桥站、中山路站、北站、铁东路站恢复运营。
- 2022年5月31日，营口道站西康路站、津湾广场站、和平路站恢复运营。
- 2022年6月7日，小淀站、丰产河站恢复运营。
- 2022年8月28日，因疫情影响，学府工业区站、高新区站、大学城站暂停运营。
- 2022年9月5日，学府工业区站、高新区站、大学城站恢复运营。
- 2022年9月24日，因疫情影响，吴家窑站暂停运营。
- 2022年9月29日，吴家窑站恢复运营。
- 2022年10月13日，因疫情影响，王顶堤站暂停运营。
- 2022年10月17日，王顶堤站恢复运营。
- 2022年11月28日，因疫情影响，南站站暂停运营，3号线运行区间调整为杨伍庄-小淀，11月29日恢复正常。

## 列車
天津地鐵3號線列車由中國南車青島四方機車車輛製造，在本線路營運。

## 車站
3号线共设26座车站，其中地下站18座、地面站1座、高架站7座。

### 换乘站

#### 已投入使用
- 红旗南路站：换乘6号线。3号线建设时已做预留，为站台垂直换乘。
- 吴家窑站：换乘11号线。3号线建设时未做预留，为通道换乘。
- 营口道站：换乘1号线。1号线站台与站厅位于同一层，改造时已经预留换乘，乘客可通过站厅下至3号线岛式站台。
- 和平路站：换乘4号线。3号线建设时已经预先于地下2层兴建了换乘通道的部分结构，为站台通道换乘，因目前换乘通道须配合4号线上盖开发项目导致延误，现时换乘4号线需出站换乘，除单程票外半小时内换乘连续计费。
- 天津站：换乘2号线与9号线。3号线站台位于地下四层，2号线与9号线站台位于地下三层，3号线站台可通过楼梯直接换乘2号线曹庄方向，前往2号线滨海国际机场方向与9号线需经过地下二层站厅换乘。
- 北站：换乘6号线。3号线建设时已做预留，为站台垂直换乘。
- 张兴庄站：换乘5号线。3号线建设时已做预留，为站台垂直换乘。

#### 将会成为换乘站的车站
- 天塔站：换乘7号线。7号线建设时预留站厅通道换乘条件，由于通道施工方案不明确，预计7号线开通初期需出站换乘。[3]
- 西康路站：换乘8号线。3号线建设时未做预留，换乘方式未知。
- 中山路站：换乘7号线。3号线建设时未做预留，且两站台相距较远，预计为通道换乘。

| 站名[1]                                                   | 所在地          | 启用日期       | 换乘线路[2]            | 车站形式     | 开门方向 |
| --------------------------------------------------------- | --------------- | -------------- | ---------------------- | ------------ | -------- |
| 天津地铁3号线                                             |                 |                |                        |              |          |
| 南站                                                      | 西青区          | 2013年12月28日 | 天津南站               | 高架侧式站台 | 右侧     |
| 杨伍庄                                                    | 西青区          | 2013年12月28日 |                        | 高架侧式站台 | 右侧     |
| 学府工业区                                                | 西青区          | 2013年12月28日 |                        | 高架侧式站台 | 右侧     |
| 高新区                                                    | 西青区          | 2012年10月1日  |                        | 高架侧式站台 | 右侧     |
| 大学城                                                    | 西青区          | 2012年10月1日  |                        | 高架侧式站台 | 右侧     |
| 华苑                                                      | 南開區 / 西青区 | 2012年10月1日  |                        | 地下島式站台 | 左侧     |
| 王顶堤                                                    | 南開區          | 2012年10月1日  |                        | 地下島式站台 | 左侧     |
| 红旗南路                                                  | 南開區          | 2012年10月1日  | █ 6号线                | 地下島式站台 | 左侧     |
| 周邓纪念馆                                                | 南開區          | 2012年10月1日  | █ 13号线（规划）       | 地下島式站台 | 左侧     |
| 天塔                                                      | 河西区 / 南开区 | 2012年10月1日  | █ 7号线（在建）        | 地下島式站台 | 左侧     |
| 吴家窑                                                    | 河西区          | 2012年10月1日  | █ 11号线               | 地下島式站台 | 左侧     |
| 西康路                                                    | 和平区          | 2012年10月1日  | █ 8号线（在建）        | 地下侧式站台 | 右侧     |
| 营口道                                                    | 和平区          | 2012年10月1日  | █ 1号线                | 地下島式站台 | 左侧     |
| 和平路                                                    | 和平区          | 2012年10月1日  | █ 4号线（出站换乘）    | 地下島式站台 | 左侧     |
| 津湾广场                                                  | 和平区          | 2012年10月1日  |                        | 地下島式站台 | 左侧     |
| 天津站                                                    | 河東區          | 2012年10月1日  | █ 2号线 █ 9号线 天津站 | 地下島式站台 | 左侧     |
| 金狮桥                                                    | 河北區          | 2012年10月1日  | █ 13号线（规划）       | 地下島式站台 | 左侧     |
| 中山路                                                    | 河北區          | 2012年10月1日  | █ 7号线（在建）        | 地下島式站台 | 左侧     |
| 北站                                                      | 河北區          | 2012年10月1日  | █ 6号线 天津北站       | 地下島式站台 | 左侧     |
| 铁东路                                                    | 河北區          | 2012年10月1日  |                        | 地下島式站台 | 左侧     |
| 张兴庄                                                    | 北辰區          | 2012年10月1日  | █ 5号线                | 地下島式站台 | 左侧     |
| 宜兴埠                                                    | 北辰區          | 2012年10月1日  |                        | 地下島式站台 | 左侧     |
| 天士力                                                    | 北辰區          | 2012年10月1日  |                        | 地下島式站台 | 左侧     |
| 华北集团                                                  | 北辰區          | 2012年10月1日  |                        | 高架侧式站台 | 右侧     |
| 丰产河                                                    | 北辰區          | 2012年10月1日  |                        | 高架侧式站台 | 右侧     |
| 小淀                                                      | 北辰區          | 2012年10月1日  |                        | 地面側式站台 | 右侧     |
| 注释                                                      |                 |                |                        |              |          |
| 1 斜体标示的车站，尚未启用。 2 灰色标示的换乘，尚未启用。 |                 |                |                        |              |          |
| 论 编                                                     |                 |                |                        |              |          |

## 乘客量
天津地铁3号线串联天津市包括众多住宅区、工业区、商业区及周恩来邓颖超纪念馆、天塔、津湾广场等众多地标以及三座大型铁路车站，客流量大、高峰时段拥挤。
2023年5月1日，3号线客流量49.6万人次，创天津地铁单线历史新高。与此同时，最大满载率亦创下81.4%之新高，出现在营口道-和平路区间。

## 行车安排
3号线采取单一线路运营，所有列车皆往返南站及小淀站之间，全程运行时间51分钟。

### 列车间隔
| 峰期   | 峰期     | 时间段      | 行车间隔 |
| ------ | -------- | ----------- | -------- |
| 工作日 | 早高峰   | 6:30-8:30   | 5-6分钟  |
| 工作日 | 晚高峰   | 16:30-18:30 | 5-7分钟  |
| 工作日 | 其他时段 | 其他时段    | 8-10分钟 |
| 節假日 | 高峰     | 7:00-18:30  | 7-8分钟  |
| 節假日 | 其他时段 | 其他时段    | 8-10分钟 |

## 未来发展
2019年5月天津市发改委印发《天津市2019年重点建设、重点前期和重点储备项目安排意见》，其中重点储备项目安排中提出天津地铁3号线北延至北辰高铁站，建设区间为北辰区小淀站至北辰高铁站，全长7公里，设站1座，建设年限为2023年-2027年。